# Фонд Гайнріха Белля
Фонд Гайнріха Белля (нім. Heinrich-Böll-Stiftung e. V.) — німецька неурядова організація імені Генріха Белля, що підтримує проєкти у сфері розвитку громадянського суспільства, політичної освіти, соціально-політичної активності й відповідальності, прав людини, міжкультурного діалогу, екології. Заснований в 1987 році в Кельні, 1997 в році відбулося велике злиття з іншими фондами, в результаті чого штаб-квартира перемістилася в Берлін.
Діяльність фонду фінансується здебільшого за рахунок Федерального уряду Німеччини. Організаційна структура фонду включає 16 земельних фондів у самій Німеччині та 28 закордонних представництв, які ведуть діяльність в 60 країнах на 4 континентах. Фонд вважається тісно пов'язаним з партією «зелених» Німеччини.
18 квітня 2008 року в Києві відбулася офіційна церемонія відкриття українського представництва фонду.
У травні 2022 року Росія визнала Фонд Генріха Белля «небажаною організацією»; на початку того ж року Міністерство юстиції Росії виключило фонд із реєстру афілійованих організацій НДО.

## Представництво в Україні

Представництво Фонду імені Гайнріха Белля в Україні

Протягом 2008–2022 рр. Фонд Гайнріха Белля реалізував в Україні понад 500 проектів, спрямованих на посилення «зеленої демократії». 24 лютого 2022 р. члени ради директорів Фонду опублікували звернення «Солідарність з Україною», в якому вони зазначили, що відтепер вся Європа на словах і на ділі повинна солідаризуватися з Україною та її громадянами, проявом чого є швидка підтримка та допомога без зайвої бюрократії. Представниці Фонду визнали, що Європа, Захід і, перш за все, Німеччина, керуючись економічними (енергетичними) інтересами, протягом багатьох років свідомо замовчували масштаби російської загрози..  
Представництво Фонду імені Гайнріха Белля в Україні реалізує на сьогодні такі програми: 
- Сприяння демократії та розвиток громадянського суспільства (сприяння активній участі громадян в управлінні державою, розвиток політичної культури громадян, підтримка громадських організації та журналістів, критичне переосмислення історії та підтримка зеленого руху і носіїв ліво-ліберальних ідей);
- Гендерна демократія та права жінок (гендерна рівність, підтримка феміністичного руху, боротьба з ксенофобією та злочинами на ґрунті ненависті, запобігання дискримінації меншин, боротьба за права ЛГБТ);
- Екологія, клімат та енергетика (сприяння підвищенню енергоефективності, захист клімату, підтримка антиатомного руху, екологічна модернізація суспільства).

## Конфлікт в Україні
Газета Український тиждень звинуватила фонд у «провокаціях» та «розпалюванні міжетнічної ворожнечі» в Україні після спроби фонду Белля організувати візит молодого дослідника Гжегожа Россолінського-Лібе. Планувалось, що Россолінський-Лібе здійснить 4 лекції в рамках академічного обміну в провідних наукових закладах України. Але на думку української наукової спільноти «Россолінський-Лебе не має наукового ступеня та опублікованих монографій, а відомий лише серією гучних ксенофобських заяв у форумах». І «у зв'язку із низьким академічним рівнем» українські наукові заклади, серед яких Центр польських та європейських студій НаУКМА відмовились надати сцену для виступу Россолінському-Лібе.

## Інші німецькі політичні фонди
- Фонд Рози Люксембург («Ліві»)
- Фонд Курта Левенштайля (Соціалістична молодь Німеччини — Фалькони)
- Фонд Фрідріха Еберта (Соціал-демократична партія Німеччини)
- Фонд Фрідріха Науманна (Вільна демократична партія)
- Фонд Конрада Аденауера (Християнсько-демократичний союз Німеччини)
- Фонд Ганнса Зайделя (Християнсько-соціальний союз)